# پاتریک آلن
پاتریک آلن سر پاتریک لینتون آلن (به انگلیسی: Sir Patrick Linton Allen) (زاده ۷ فوریه ۱۹۵۱)، فرماندار کل جامائیکا از سال ۲۰۰۹ است.